# 하버드 디자인대학원
하버드 디자인대학원(영어: Harvard Graduate School of Design)은 하버드 대학교의 건축전문대학원이다. 미국 매사추세츠주 케임브리지에 위치해있으며 건축학, 조경학, 도시설계학, 도시계획학, 부동산학, 구조공학 등을 망라하는 석사 및 박사 과정을 제공한다. 줄여서 GSD라고 표기한다.
1893년 개설된 조경학 과정은 전세계에서 가장 오래되었으며 1900년 개설된 도시계획학 과정은 북미 지역에서 가장 오래된 역사를 가졌다. 하버드 GSD는 건축, 조경, 도시계획 세 개의 학문분야를 다루던 학교가 하나의 대학원으로 통합되어 1936년 설립되었다.

## 캠퍼스
GSD의 캠퍼스는 하버드 야드의 북동쪽, 메모리얼 홀의 길 건너편에 위치해있다. 군드 홀은 GSD의 핵심 건물이며 학생들을 위한 공간과 사무실 대부분을 수용하고 있다. 학내의 디자인 연구소, 학과 사무실, 연구 공간과 인접해있다.

### 군드 홀
GSD의 주요 건물인 군드 홀에는 약 800명에 달하는 학생들과 100여명의 교수진 및 직원이 활동하는 작업실과 사무 공간이 있으며, 여기에는 강의실, 워크샵, 암실, 컴퓨터실, 도서관, 카페테리아 등이 포함된다. 쟁반이라는 별칭을 가진 중앙의 작업실은 5개 층에 걸쳐 뻗어있는 공간으로 클리어스팬 공법으로 지어진 계단식 지붕으로 둘러싸여 있다. 군드 홀을 설계한 건축가 존 앤드류스와 감리를 맡은 공학자 윌리엄 르메서리어는 모두 GSD를 졸업했다.

### 갤러리

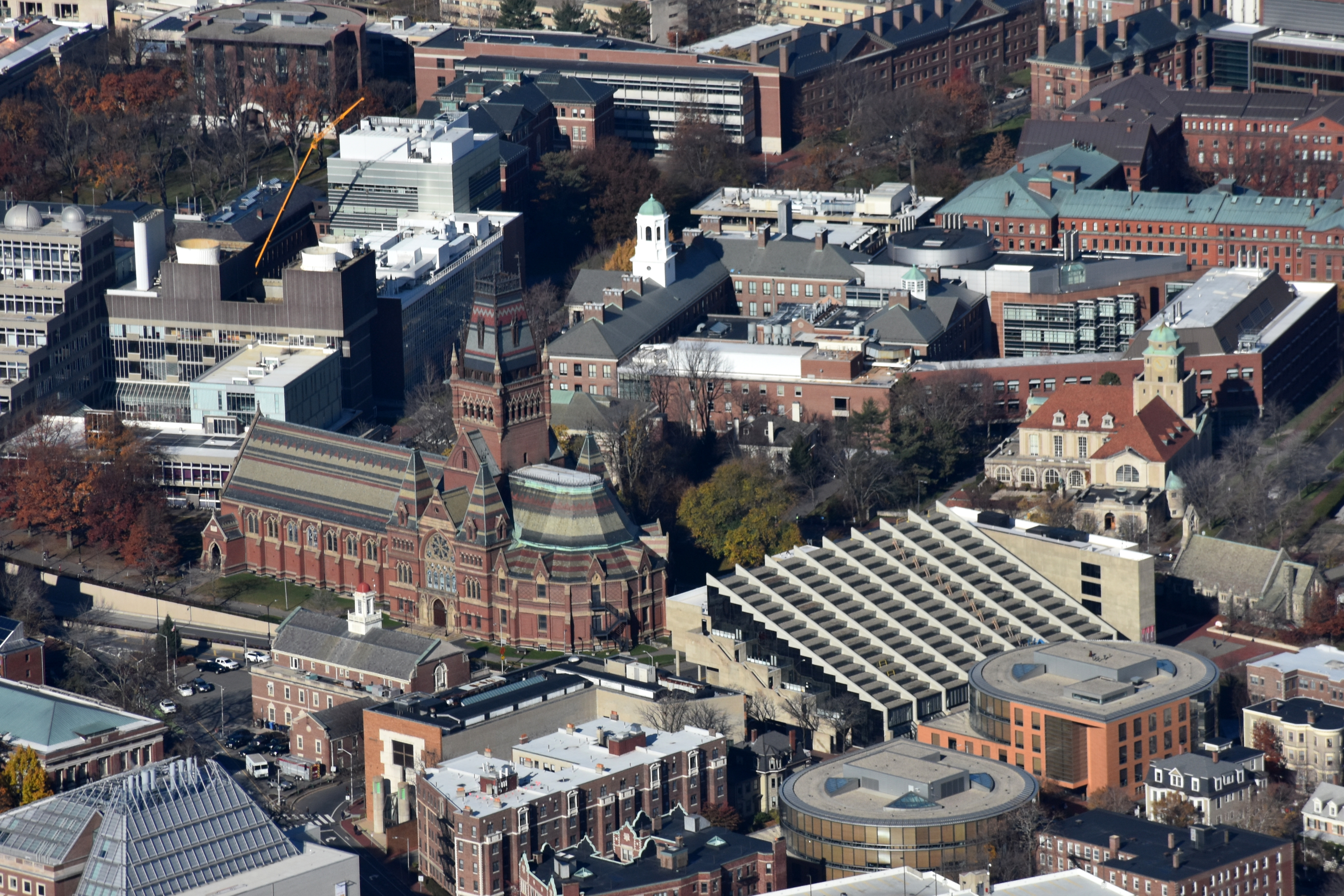
하늘에서 바라본 하버드 디자인대학원
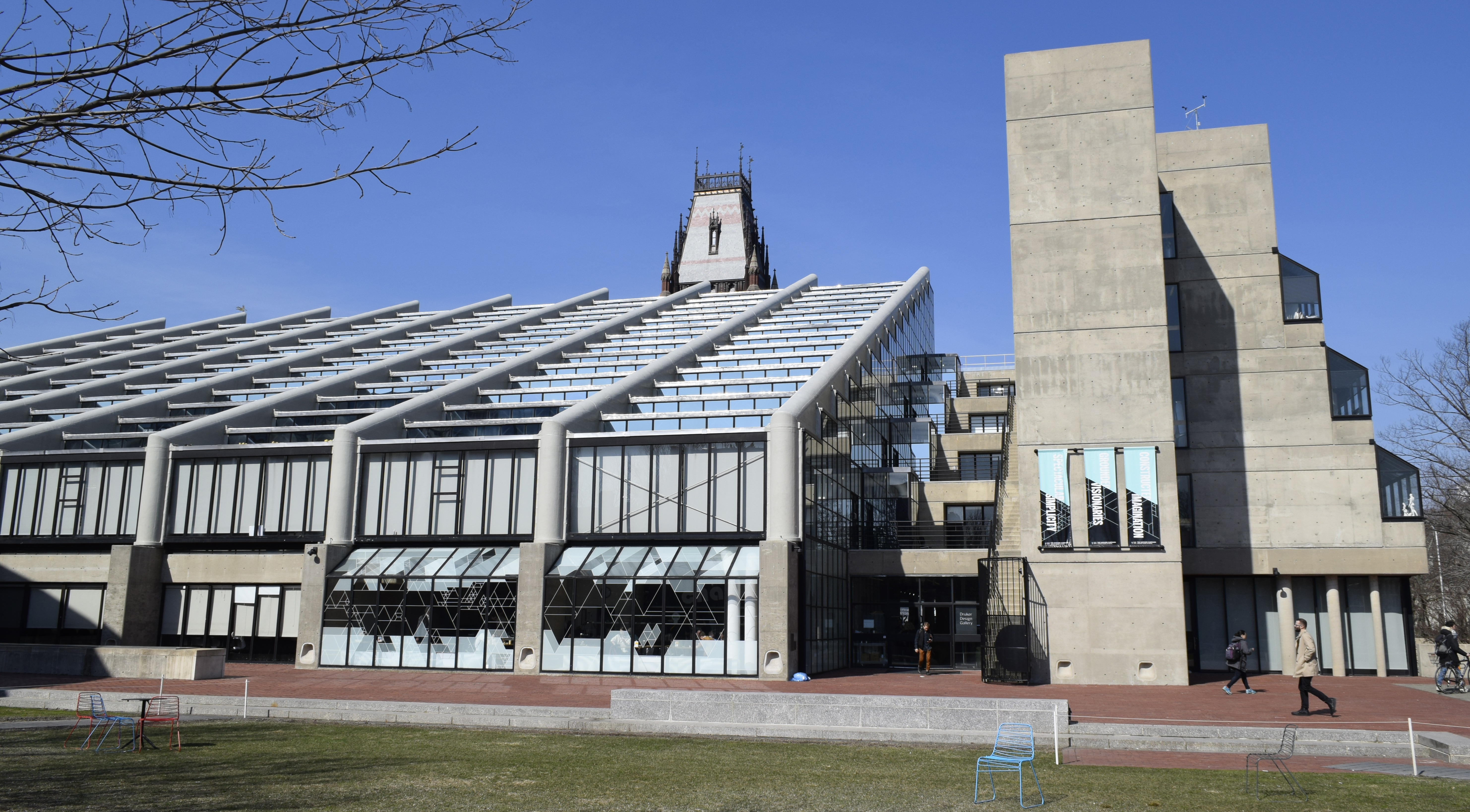
군드 홀 전경
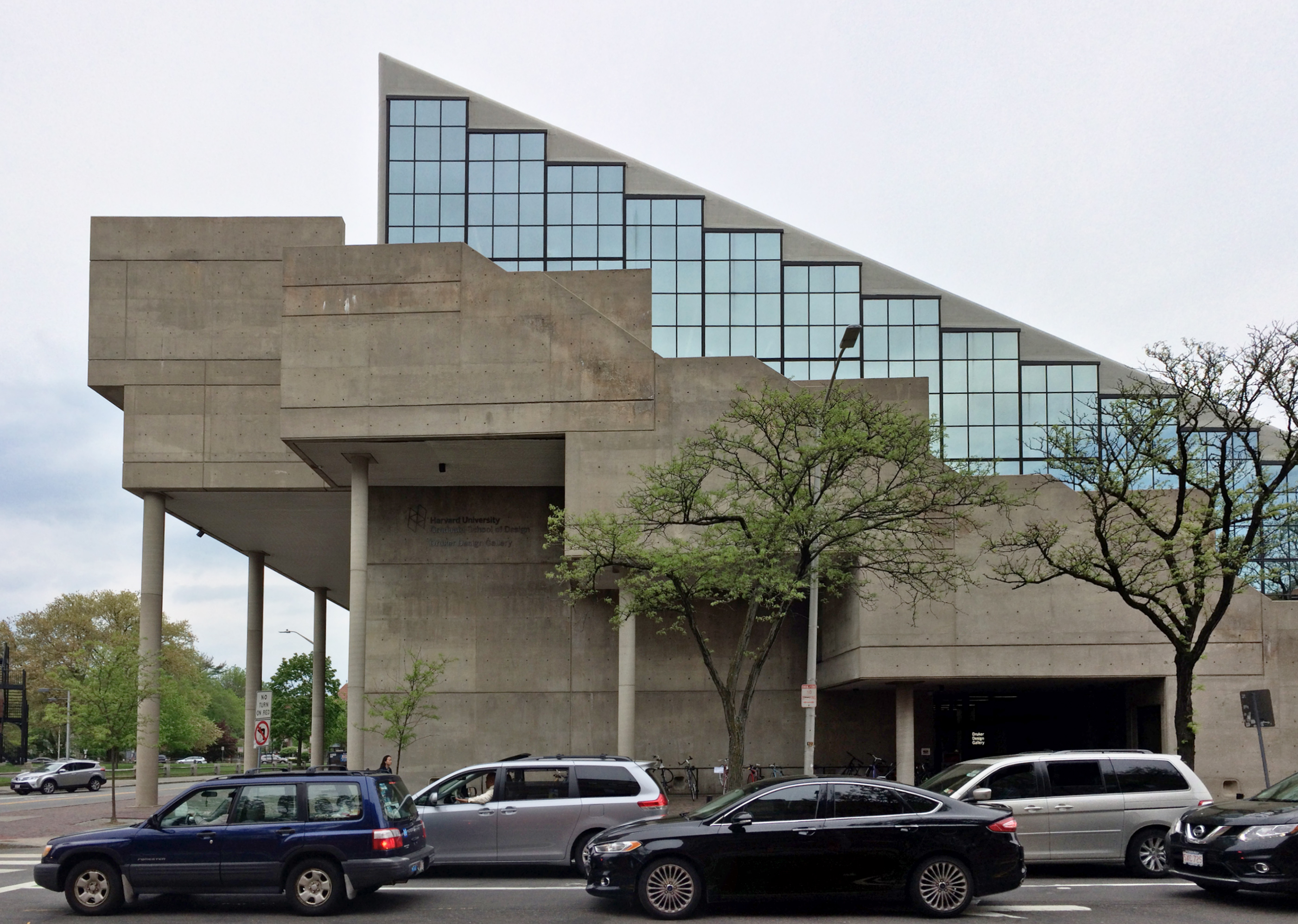
계단식 구조가 드러난 군드 홀 측면
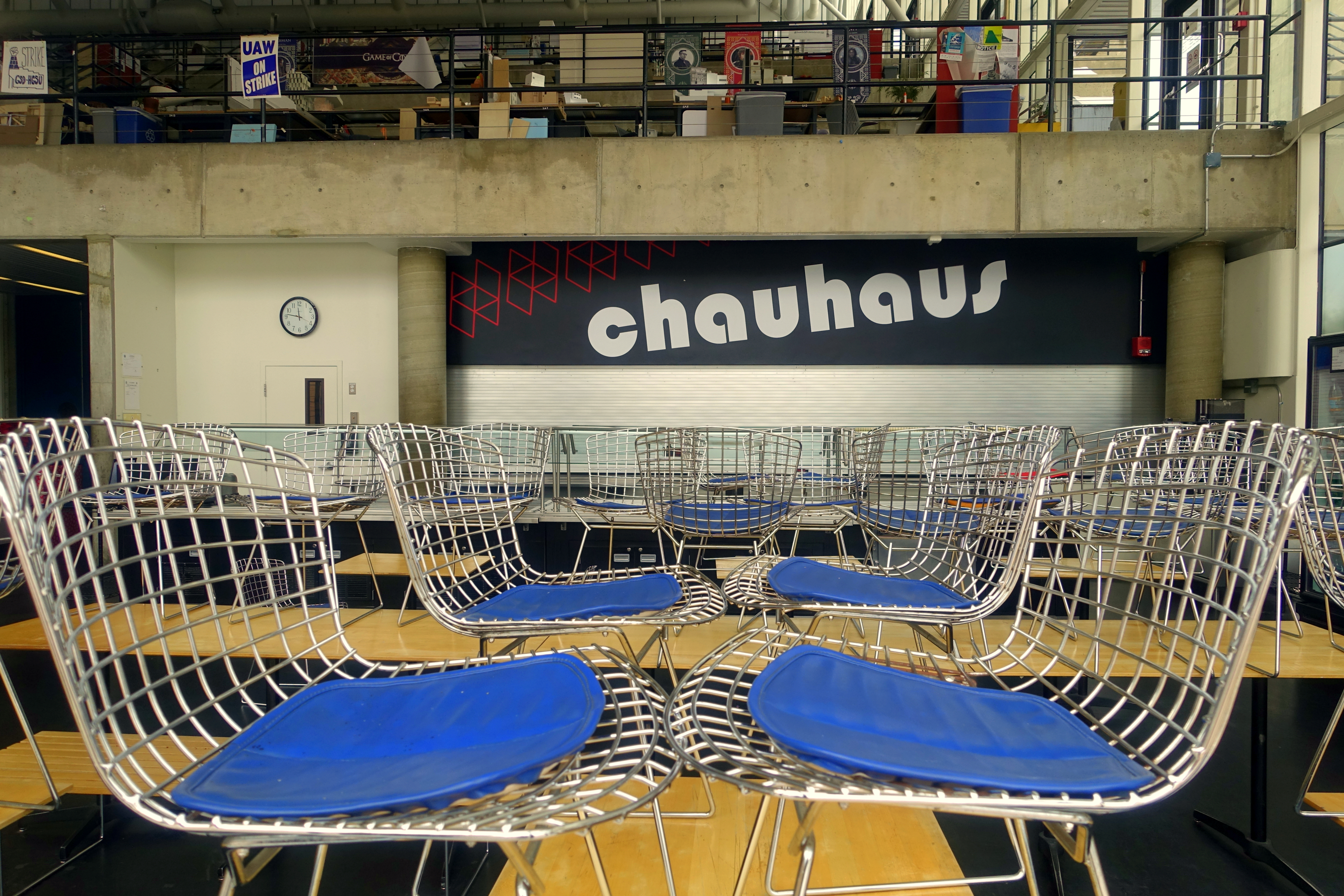
군드 홀 내부 ‘차우하우스’

## 교수진과 출신 인물
2013년까지 GSD는 96개국 출신 13,000여명 이상의 졸업생을 배출해냈다. 현재 77명의 교수진과 129명의 방문 교수 및 강사로 구성되어있다. 교수진의 45퍼센트는 미국이 아닌 다른 나라에서 태어났다.

### 과거 교수진
- 라파엘 모네오
- 프랭크 게리
- 프레더릭 로 옴스테드, 조경학 과정의 창시자

### 저명한 졸업생
- 존 헤이덕
- 톰 메인
- 프랭크 게리
- 필립 존슨
- I. M. 페이